# The Truth About Alex
Pour plus de détails, voir Fiche technique et Distribution.
The Truth About Alex est un film canadien réalisé par Paul Shapiro, sorti en 1986.

## Synopsis
Alex fait son coming out gay à son ami Brad.

## Fiche technique
- Titre : The Truth About Alex
- Réalisation : Paul Shapiro
- Scénario : Craig Storper d'après le roman Counter Play d'Anne Snyder et Louis Pelletier
- Musique : Fred Mollin
- Photographie : Rene Ohashi
- Montage : Margaret Van Eerdewijk
- Production : Martin Harbury
- Société de production : Insight Production Company, Scholastic Productions, CanWest Global Television Network, Ontario Film Development Corporation et Téléfilm Canada
- Pays :  Canada et  États-Unis
- Genre : Drame et romance
- Durée : 50 minutes
- Première diffusion : 
  -  Canada : 1986

## Distribution
- Scott Baio : Brad Stevens
- Peter Spence : Alex Prager
- Jessica Steen : Kay
- Jeremy Ratchford : Dutch
- J. Winston Carroll : le coach McAveety
- Robin Ward : M. Prager
- Michael J. Reynolds : le major Stevens
- Kelly Rowan : Ellie Sanders
- Barry Greene : Truck Driver
- Donald Burda : Robin
- Peter Millard : le shérif
- Ivan Beaulieu : Billy
- Elva Mai Hoover : Mme. Prager

## Distinctions
Le film a été nommé pour quatre prix Gemini.